# اسرامکو
اسرامکو (به انگلیسی: Isramco) شرکت نفت و گاز اسرائیلی است، که در زمینه اکتشاف و استخراج نفت خام و گاز طبیعی فعالیت می‌کند.
ریشه‌های تأسیس این شرکت به سال ۱۹۸۲ و راه‌اندازی شرکت اکتشاف نفت جروزلم توسط جوزف الماله، بازمی‌گردد. سپس در سال ۱۹۸۹ این شرکت، با شرکت وتران اویل تایکون، که متعلق به تاجر آمریکایی؛ آرماند هامر بود و از زیرمجموعه‌های کمپانی اکسیدنتال پترولیوم محسوب می‌شد، ادغام گردید و شرکت جدید اسرامکو نام گرفت.
دفتر مرکزی این شرکت در شهر پتخ تیکوا، اسرائیل قرار دارد و بخشی از سهام آن در بازارهای بورس نزدک و بورس تل‌آویو دادوستد می‌شود.